# Jungiella revelica
Jungiella revelica är en tvåvingeart som beskrevs av Vaillant 1972. Jungiella revelica ingår i släktet Jungiella och familjen fjärilsmyggor. Inga underarter finns listade i Catalogue of Life.